# EROFS
EROFS(Enhanced Read-Only File System)는 처음에 화웨이가 개발한 경량 읽기 전용 파일 시스템으로, 원래 리눅스 커널용으로 사용되었으며 현재는 전 세계 오픈 소스 커뮤니티에서 유지관리되고 있다.
EROFS는 런타임 성능의 부작용을 고려하지 않고 저장 공간 절약에만 초점을 맞추는 대신 다양한 읽기 전용 사용 사례(임베디드 장치, 컨테이너 등)에 대한 일반적인 읽기 전용 파일 시스템 솔루션을 구성하는 것을 목표로 한다.
예를 들어, 하드웨어 리소스가 제한된 장치에서 고성능 읽기 전용 요구 사항이 필요한 시나리오에 대한 옵션으로 투명 압축을 사용하여 저장 공간을 절약하는 솔루션을 제공한다. 훙멍 NEXT 핵심 시스템 반복과 함께 안드로이드와 같은 스마트폰 및 훙멍과 같은 IoT 운영 체제이다. EMUI 9.0.1 이상과 함께 출시된 화웨이의 모든 신제품은 EROFS를 사용했으며, 이는 EMUI 9.1의 핵심 기능 중 하나로 홍보되었다. 오포, 샤오미 및 일부 삼성 제품도 EROFS를 사용한다.
또한 리눅스 커널 v5.19부터 새로운 파일 기반 fscache 백엔드를 사용하여 컨테이너 시작 속도를 가속화하는 지연 풀링 기능과 함께 콘텐츠 주소 지정이 가능한 청크 기반 컨테이너 이미지 솔루션을 제공한다.
파일 시스템은 공식적으로 리눅스 커널 v5.4와 함께 메인라인 커널에 병합되었다.

## 같이 보기
- cramfs
- ext4
- SquashFS